# Baia Margherita
La baia Margherita (in inglese Margaret Bay) è una grande baia, larga oltre 200 km e lunga 125, situata davanti alla costa di Fallières, nella parte sud-occidentale della Terra di Graham, in Antartide. La baia è delimitata a nord dall'isola Adelaide e a sud dall'isola Alessandro I e dal canale di Giorgio VI.
Nelle acque della baia sono situate diverse isole, tra cui l'isola Pourquoi Pas, l'isola Horseshoe, l'Isola di Jenny e l'isola Lagotellerie. All'interno della baia, o comunque delle cale situate sulla sua costa, si gettano poi diversi ghiacciai, tra cui il Carlson, l'Hariot, il McClary, il McMorrin e il Nord-est.
Nella parte sud-orientale della baia, è stata presente fino ad aprile 2009, data del suo completo scioglimento, la piattaforma glaciale Wordie. 

## Storia
La baia Margherita fu scoperta nel 1909 durante la seconda spedizione antartica francese al comando di Jean-Baptiste Charcot, il quale la battezzò così in onore di sua moglie Marguerite Cléry (1874–1960).
Sulla baia si affacciano oggi due stazioni di ricerca permanenti: la Base Rothera, costruita nel 1975 sull'isola Adelaide e gestita dal British Antarctic Survey, e la Base San Martín, costruita sull'isola Barry, nell'arcipelago delle Debenham, nel 1951 e gestita dall'Ejército Argentino.